# 스투시
스투시(영어: Stüssy)는 미국의 의류 브랜드이며 1980년대 초에 숀 스투시가 설립한 사설 회사이다. 그 회사는 캘리포니아 오렌지 카운티에서 시작된 서프웨어 유행의 혜택을 받은 많은 회사들 중 하나이지만, 그것은 대부분 스케이트보드와 힙합 씬에서 주목받아왔다.

## 역사
회사의 설립자인 숀 스투시(Shawn Stussy, 1954년 생)는 캘리포니아의 서프보드 제조업자였다. 브랜드를 정의하는 로고는 그가 끝이 넓은 수공예 서프보드에 그의 성을 휘갈기 시작한 1980년대 초에 시작되었다. 그는 캘리포니아 라구나 비치 주변에서 자신의 차를 팔아 치운 티셔츠, 반바지, 모자 등에 로고를 쓰기 시작했다. 이 서명은 그의 삼촌인 얀 스투시의 서명에서 유래되었다.
"Cool S"라고 불리는 양식화된 "S"는 종종 브랜드에 잘못 기인한다.
1984년, 스투시와 그의 친구 프랭크 시나트라 주니어(가수가 아니다)는 이 의류를 팔기 위해 제휴했다. 그 회사는 1988년까지 유럽으로 확장했고 후에 뉴욕 소호에 부티크 매장을 열었다. 그 브랜드는 1990년대 내내 성공적인 위치를 유지했다. 1991년에는 1700만 달러,1992년에는 2000만 달러에 달했다고 보고되었다.1992년까지 이 브랜드는 미국 전역에서 다른 고가 "캘리포니아 라이프스타일" 의류와 함께 전문 부티크와 백화점에서 판매되었다. 국외에서, 그 브랜드는 고급 국제 디자이너들의 옷과 함께 하이엔드에서 찾을 수 있게 되었다.
1996년, 스투시는 그 회사의 사장을 사임했고 시나트라는 그 회사의 지분을 샀다. 시나트라 가족이 아직도 그 브랜드를 소유하고 있다.회사의 웹사이트에 따르면 이 의류는 유럽, 아시아, 미국, 캐나다, 호주의 회사 브랜드 상점과 기타 소매점에서 구입할 수 있다.

## 스타일
그 브랜드의 초기 성공은 힙합과 스케이트/서퍼 장면에서 그것의 인기에 기인했다. 그 브랜드는 또한 펑크 하위문화와 다른 스트리트 하위문화에 의해 수용되었다.1992년 인터뷰에서 Stussy는 다음과 같이 말했다. "모든 사람들이 그것을 서프 웨어, 도시 스트리트 웨어 또는 서프 스트리트라고 부른다. 나는 이름 짓지도 않고, 일부러 이름 짓지도 않을 것이다"

### 콜라보레이션
2020년, 매튜 M 윌리엄스는 인스타그램에 새로운 스투시의 파트너십을 발표했다. 윌리엄스는 캘리포니아에서 자랐다. 그의 10년 동안의 경력 동안 그는 영화, 음악, 사진, 디자인 분야의 최고 예술가들과 협력하여 예술적 용도 변경, 창조성, 그리고 장인 정신에 초점을 맞춘 정교한 시각적 환경을 만들어 왔다.
2011년, 마블은 두 개의 "세트"로 나뉜 극도로 광범위한 라인을 위해 스투시와 짝을 이뤘다. 첫 번째 것은 4월 27일에 출판되었는데, 이것은 스투시의 유명한 그래픽 언어와 결합된 마블의 가장 인기 있는 슈퍼히어로들을 묘사한 9개의 티셔츠 디자인을 특징으로 했다.